# Staffelter Hof

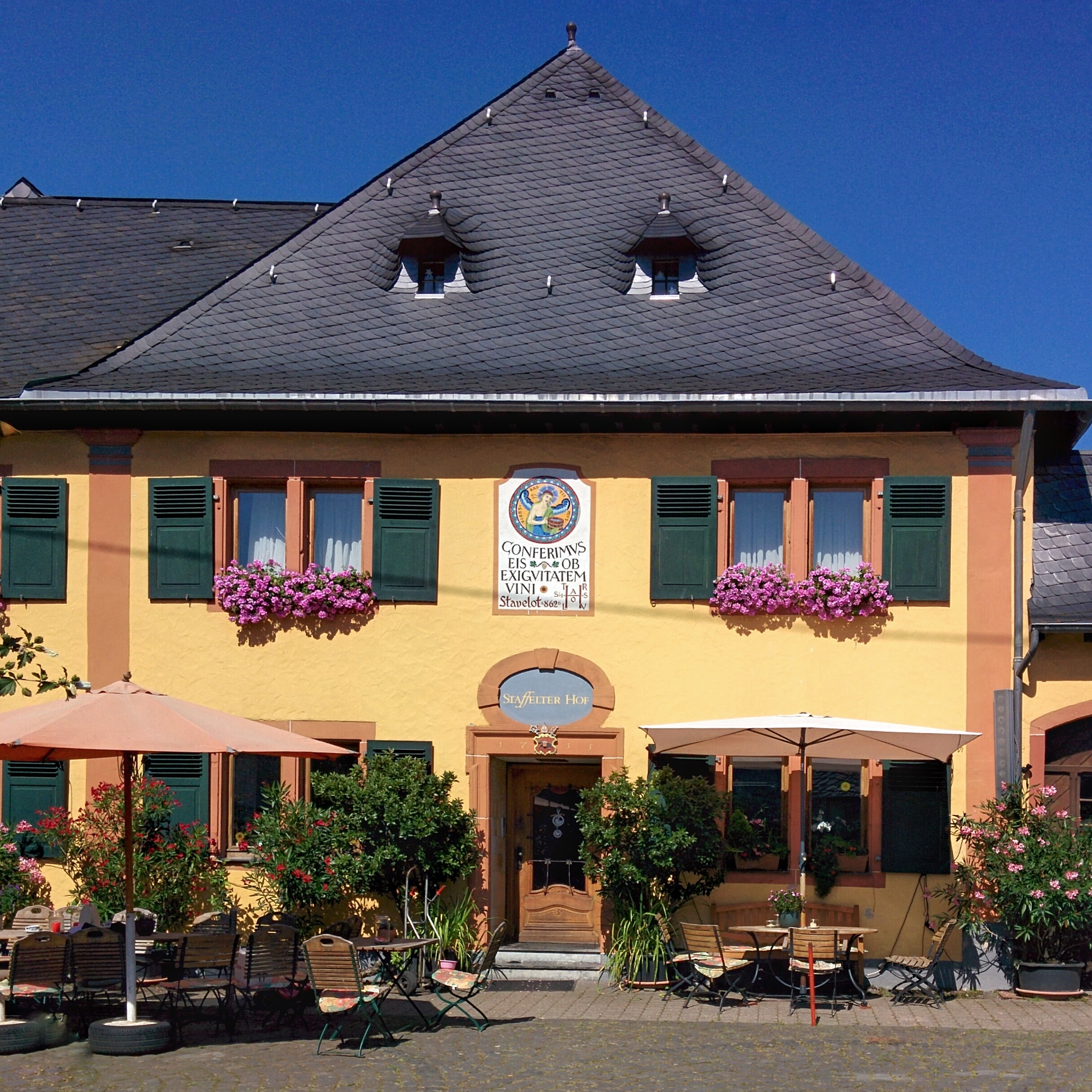
Staffelter Hof 2016

Staffelter Hof är ett familjedrivet företag med vingård, destilleri och pensionat beläget i den lilla staden Kröv som ligger i Bernkastel-Wittlich-distriktet i Rheinland-Pfalz, Tyskland.
"Staffelter Hof" var ursprungligen ett vinproducerande kloster, och företagets historia går så långt tillbaka som 862 och är därför ett av världens allra äldsta.